# Springdale (Nova Jersey)
Springdale és una concentració de població designada pel cens dels Estats Units a l'estat de Nova Jersey. Segons el cens del 2000 tenia 14.409 habitants.

## Demografia
Segons el cens del 2000, Springdale tenia 14.409 habitants, 5.186 habitatges, i 4.138 famílies. La densitat de població era de 1.032,2 habitants/km².
Dels 5.186 habitatges en un 35,9% hi vivien nens de menys de 18 anys, en un 72% hi vivien parelles casades, en un 5,8% dones solteres, i en un 20,2% no eren unitats familiars. En el 17,7% dels habitatges hi vivien persones soles el 8,7% de les quals corresponia a persones de 65 anys o més que vivien soles. El nombre mitjà de persones vivint en cada habitatge era de 2,69 i el nombre mitjà de persones que vivien en cada família era de 3,06.
Per edats la població es repartia de la següent manera: un 24,4% tenia menys de 18 anys, un 4,7% entre 18 i 24, un 23,2% entre 25 i 44, un 32,2% de 45 a 60 i un 15,5% 65 anys o més.
L'edat mediana era de 44 anys. Per cada 100 dones de 18 o més anys hi havia 86,9 homes.
La renda mediana per habitatge era de 96.412 $ i la renda mediana per família de 107.496 $. Els homes tenien una renda mediana de 71.638 $ mentre que les dones 42.247 $. La renda per capita de la població era de 43.752 $. Aproximadament l'1,8% de les famílies i el 3,6% de la població estaven per davall del llindar de pobresa.

## Poblacions més properes
El següent diagrama mostra les poblacions més properes.